# Sansevieria dawei
Sansevieria dawei är en sparrisväxtart som beskrevs av Otto Stapf. Sansevieria dawei ingår i släktet bajonettliljor, och familjen sparrisväxter. Inga underarter finns listade i Catalogue of Life.